# Benjamin Kimutai
Benjamin Kimutai Koskei, ook wel Benjamin Kimutai of Benjamin Kosgei, (5 september 1971) is een Keniaanse voormalige langeafstandsloper, die gespecialiseerd was in de marathon.

## Loopbaan
In 2002 won Kimutai de marathon van Amsterdam in een persoonlijk record van 2:07.26. En jaar later werd hij tweede op de Boston Marathon en derde op de marathon van Amsterdam.

## Persoonlijke records
| Onderdeel      | Prestatie | Datum           | Plaats     |
| -------------- | --------- | --------------- | ---------- |
| 5000 m         | 13.29,02  | 22 juni 2000    | Bratislava |
| halve marathon | 1:01.33   | 23 maart 2002   | Den Haag   |
| marathon       | 2:07.26   | 20 oktober 2002 | Amsterdam  |

## Palmares

### 10 km
- 2002:  Würzburger Residenzlauf - 28.41,7
- 2005:  Corrida Rustica Tiradentes in Maringa - 29.16
- 2005:  Corrida Día del Trabajador in Brasilia - 30.19

### 10 Eng. mijl
- 2002:  Crim Road Race - 47.21

### 20 km
- 2001:  20 van Alphen - 58.18
- 2002: 5e 20 van Alphen - 59.14

### halve marathon
- 2002: 5e City-Pier-City Loop - 1:01.33
- 2002: 4e halve marathon van Monterrey - 1:03.24
- 2002:  halve marathon van Virginia Beach - 1:02.10
- 2003: 4e halve marathon van Coamo - 1:05.39
- 2004:  halve marathon van Praag - 1:02.07

### marathon
- 2002:  marathon van Amsterdam - 2:07.26
- 2003:  Boston Marathon - 2:10.34
- 2003:  marathon van Amsterdam - 2:07.39
- 2004: 6e Boston Marathon - 2:17.45
- 2004: 10e marathon van Amsterdam - 2:14.15,9
- 2005: 12e Boston Marathon - 2:18.22

### veldlopen
- 1997: 24e WK in Turijn (lange afstand) - 36.43